# C/2022 E3 (ZTF)
C/2022 E3 (ZTF) és un cometa de llarg període que va ser descobert per la Zwicky Transient Facility el 2 de març de 2022. El cometa va arribar al seu periheli el 12 de gener de 2023, a una distància de 1,11 UA (166 milions de km) i l'aproximació més propera a la Terra serà l'1 de febrer de 2023, a una distància de 0,28 ua (42 milions de km). S'espera que el cometa sigui més brillant que la magnitud 6 i així es faci visible a ull nu. Es recomana veure'l en un lloc amb baixa llum artificial per a millor apreciació. Es suggereix fer ús d'alguna aplicació d'astronomia per trobar-lo.

## Nom
El cometa rep el nom C/2022 E3 (ZTF), on el prefix «C/» indica una òrbita no periòdica, «2022» és l'any del seu descobriment, «E» és el mig mes del seu descobriment (primera quinzena de març), «3» per ser el tercer objecte descobert en aquest període i «ZTF» per haver estat descobert mitjançant el projecte de cerca Zwicky Transient Facility (ZFT).

## Història observacional
Va ser descobert pels astrònoms Bryce Bolin i Frank Masci mitjançant el projecte de cerca Zwicky Transient Facility, el 2 de març de 2022. Després del seu descobriment, el cometa tenia una magnitud aparent de 17.3, i estava a 4.3 ua (640 milions de km) del Sol. L'objecte va ser identificat inicialment com un asteroide, però observacions posteriors van revelar que tenia una cabellera molt condensada, indicant que es tractava d'un cometa.
A principis de novembre de 2022, el cometa s'havia il·luminat a magnitud 10, i semblava moure's lentament en les constel·lacions de Corona Borealis i Serpens mentre es movia paral·lelament a la Terra. El cometa va mostrar una coma verda, una cua de pols groguenca, i una feble cua d'ions. El cometa va començar a tornar-se visible al cel als matins a finals de novembre. Al 19 de desembre, havia desenvolupat una coma verdosa, una cua de pols ampla i curta, i una cua d'ions llarga i tènue que s'estenia al llarg d'un camp de visió de 2.5 graus d'amplada. Després d'això, va començar a moure's cap al nord, passant per les constel·lacions de Bootes, Draco, i Óssa Menor, passant a uns 10 graus de Polaris a finals de gener.
El cometa va aconseguir el seu periheli (aproximació més propera al Sol) el 12 de gener de 2023, a una distància de 1.11 ua (166 milions de km). Les primeres observacions a simple vista van tenir lloc a partir dels dies 16 i 17 de gener, tenint l'estel una magnitud estimada de 5.4 i 6.0 respectivament. El 17 de gener, forts vents solars d'una ejecció de massa coronal van causar un esdeveniment de desconnexió a la cua d'ions del cometa, fent-la semblar trencada. El 22 de gener es va fer visible una anticabellera. La cabellera sembla apuntar cap al Sol i oposada a les partícules d'ions i pols; això sembla ser causat per partícules que es troben en un disc de pla orbital del cometa, i quan la Terra s'alinea amb aquest pla, es veu com una cabellera invertida.
La seva aproximació més propera a la Terra va ser l'1 de febrer de 2023, a una distancia de 0.28 ua (42 milions de km). S'espera que el cometa sigui més brillant que la magnitud 6, i per tant, sigui visible a simple vista des de llocs amb cel fosc, apareixent com una taca difusa. Durant la seva aproximació més propera a la Terra, apareixerà prop del pol nord celeste, i es localitzarà en la constel·lació de Camelopardalis. Entre els dies 10 i 11 de febrer, passarà a 1.5 graus de Mart, i del 13 al 15 de febrer passarà davant del cúmul obert de les Híades.

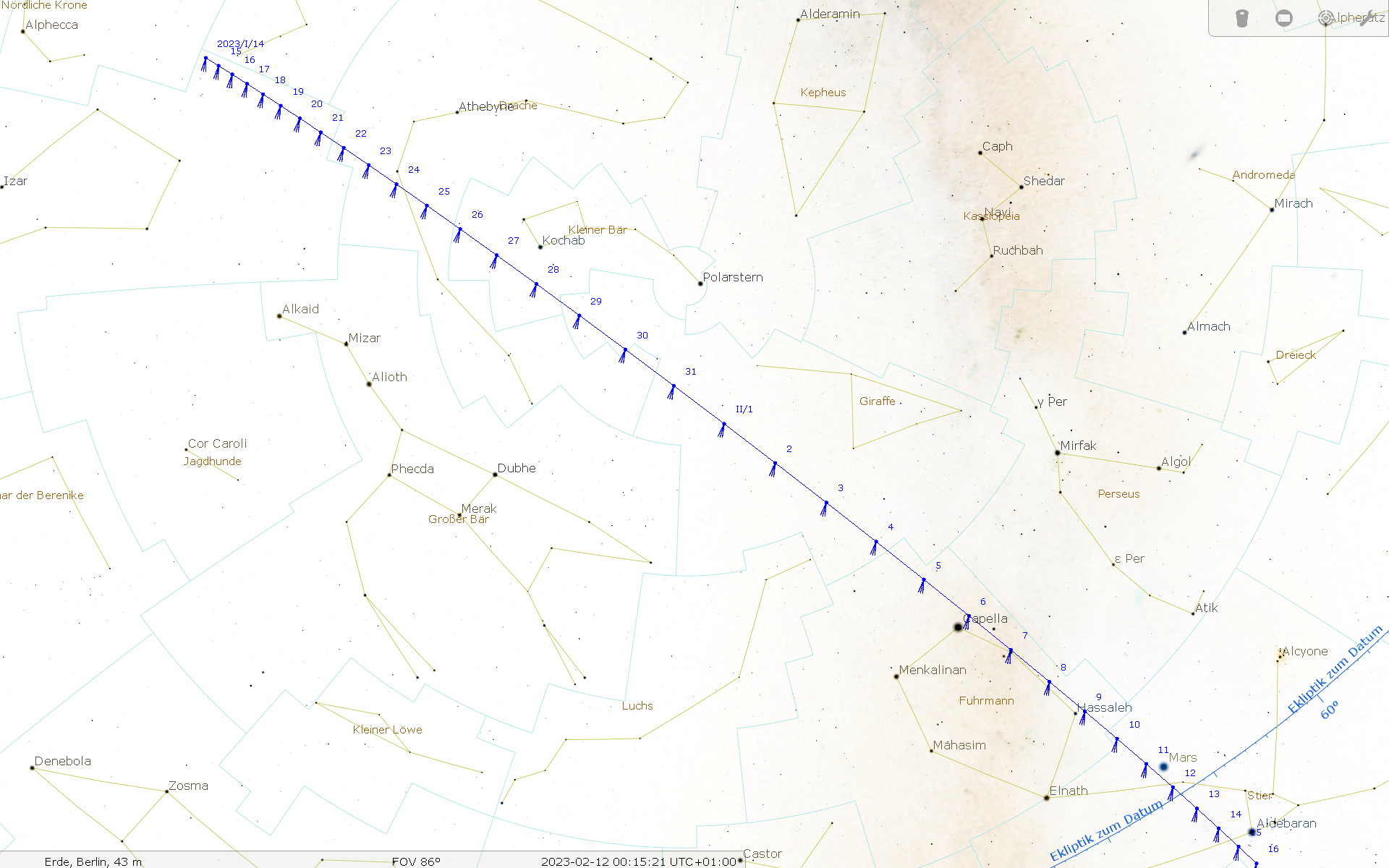
Posicions del cometa C/2022 E3 (ZTF) al cel estrellat entre el 14 de gener i el 16 de febrer de 2023

| Data i hora màxima d'aproximació | Distància de la Terra (UA)      | Distància del Sol (UA)         | Velocitat respecte a la Terra (km/s) | Velocitat respecte al Sol (km/s) | Regió d'incertesa (3-sigma) |
| -------------------------------- | ------------------------------- | ------------------------------ | ------------------------------------ | -------------------------------- | --------------------------- |
| 1 de febrer de 2023 17:54        | 0,2839 ua (42.47 milions de km) | 1.159 ua (173.4 milions de km) | 57.4                                 | 39.1                             | ± 1.200 km                  |

## Òrbita
Al gener de 2023, el cometa es trobava prop del Sol. Des de la seva primera observació, van poder ser determinats els elements d'una òrbita hiperbòlica temporal a partir de dades d'observació durant un període d'any i mig. Els paràmetres orbitals es determinaran amb més precisió una vegada que hagi passat el Sol. Per tant, només es poden fer estimacions aproximades sobre el curs anterior i futur de l'òrbita de l'estel, ja que el curs futur en particular, pot canviar significativament per forces no gravitacionals a les proximitats del Sol.
L'òrbita del cometa està inclinada uns 109º respecte a l'eclíptica, per la qual cosa discorre en un angle pronunciat respecte als plans orbitals dels planetes, i recorre la seva òrbita en direcció oposada (retrògrada) pel que fa a ells. El cometa passarà pel punt més proper al Sol (periheli) el 12 de gener del 2023, quan estigui a 1.11 ua del Sol, i encara estigui lleugerament fora del rang de l'òrbita de la Terra.
Segons els elements orbitals coneguts a desembre de 2022, l'òrbita del cometa era el·líptica molt abans que s'acostés al sistema solar interior amb una excentricitat aproximada de 0,99920, i un semieix major aproximat de 1400 ua, el seu període orbital era de 52.000 anys aproximadament. A causa de l'atracció gravitacional dels planetes, en particular a causa dels passatges relativament propers de Saturn i Júpiter, la seva excentricitat orbital augmentarà al voltant de 0,00080 (ignorant les forces no gravitatòries), i després estarà molt a prop de 1. Si l'estel estarà encara en òrbita tancada o sortirà del sistema solar en una òrbita hiperbòlica, no es pot saber a causa de la incertesa actual de les dades.

## Trajectòria de sortida
El sistema JPL Horizons mostra que l'òrbita de sortida baricèntrica està unida al sistema Sol+Júpiter en una època de l'any 2050, però amb una distància màxima poc realista més enllà del núvol d'Oort. Mitjançant una òrbita heliocèntrica en l'època de 2495 amb només la massa del Sol, es mostra que l'estel no està unit al sistema solar. El cometa abandonarà el sistema solar per complet, o tornarà en molts milions d'anys depenent de les pertorbacions de l'alliberament de gasos o altres pertorbacions mentre es troba al núvol d'Oort.

## Color
El seu inusual color verd probablement es degui a la presència de carboni diatòmic (C₂), principalment al voltant del cap del cometa. Quan s'agiten les molècules de C₂ per la radiació ultraviolada del Sol, emet principalment a infraroig, però el seu estat triplet emet a 518 nm (verdós). Es produeix per fotòlisi de materials orgànics evaporats del nucli. Després pateix una fotodissociació, amb un període de vida de dos dies, raó per la qual apareix la brillantor verda al cap del cometa, no així a la cabellera.

## Galeria
Plantilla:Cc

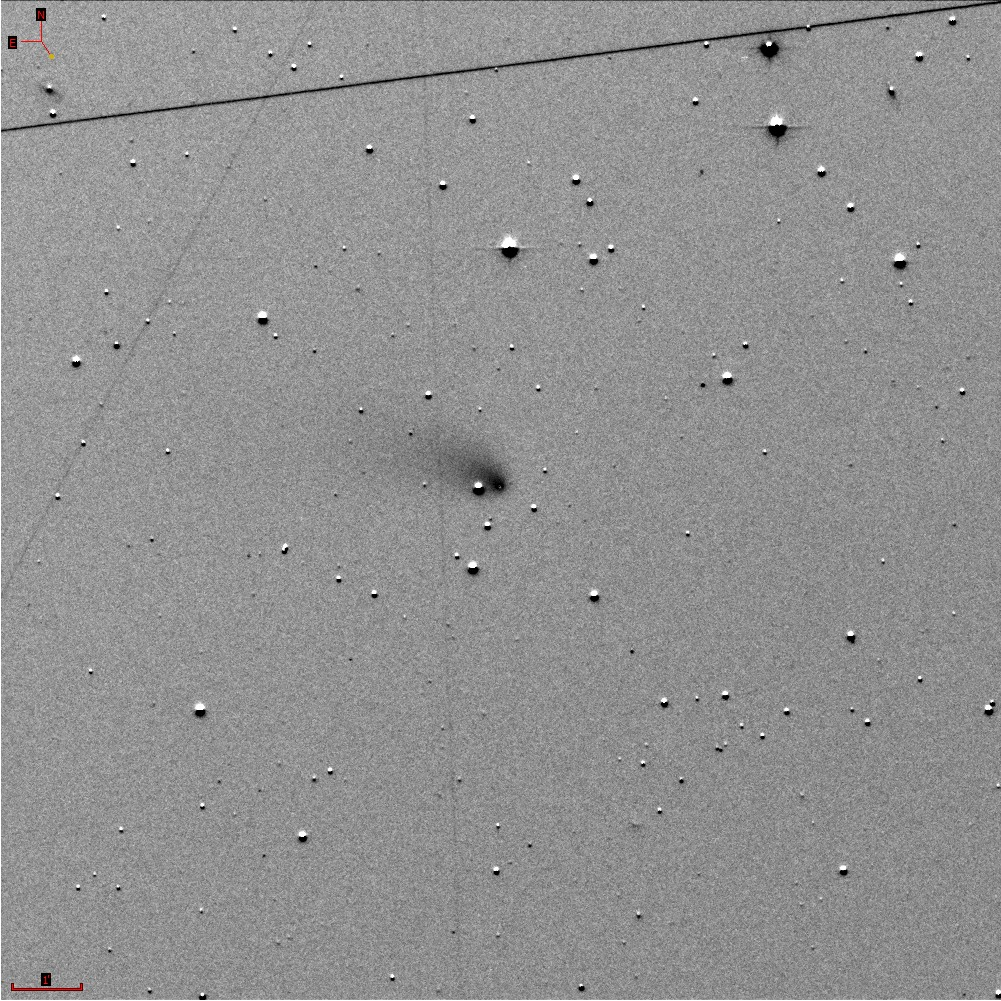
El cometa el desembre de 2022, de l'Observatori Astrofísic d'Asiago
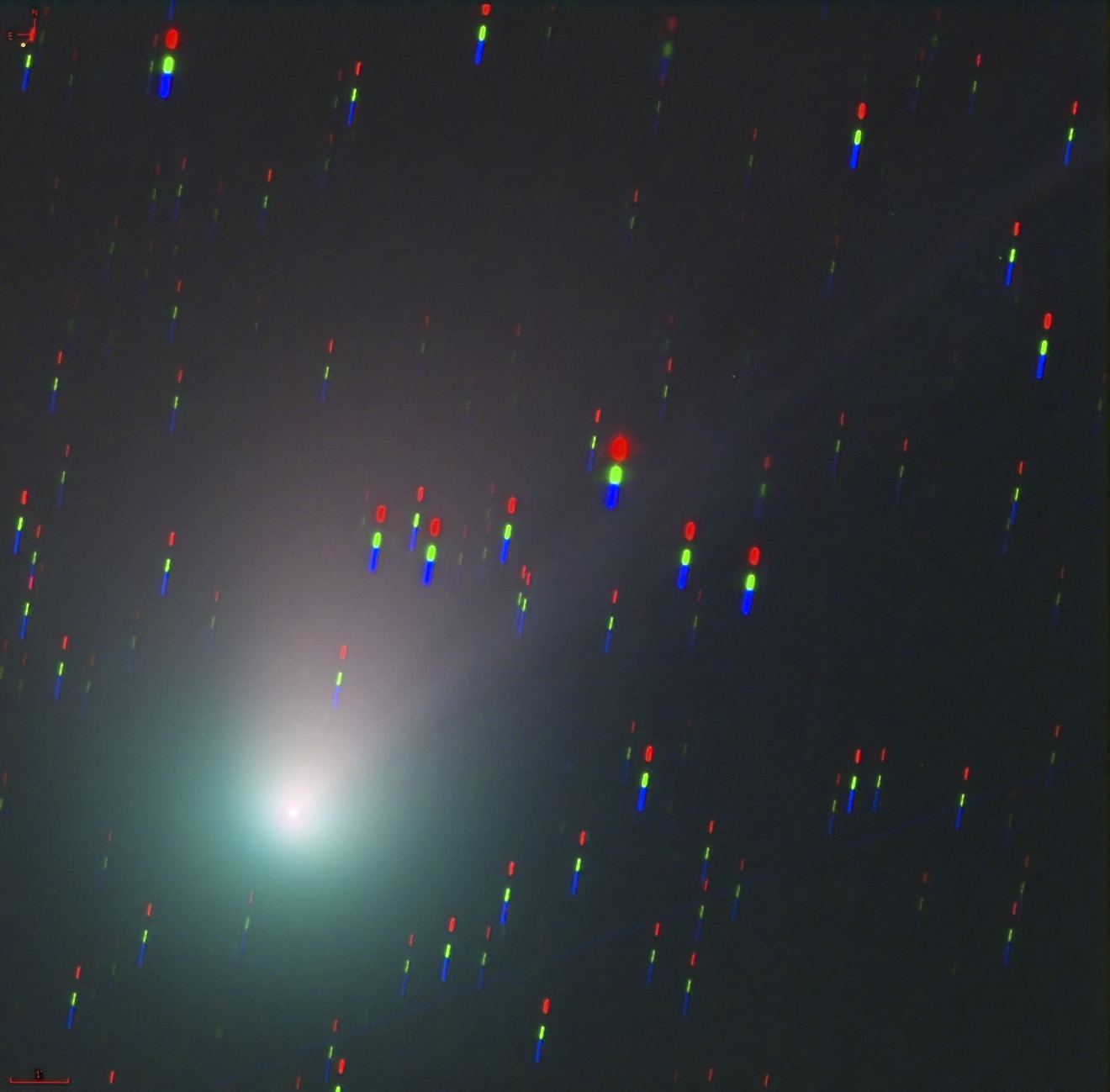
El cometa el 10 de gener de 2023 per Andrea Reguitti de la Universitat de Pàdua
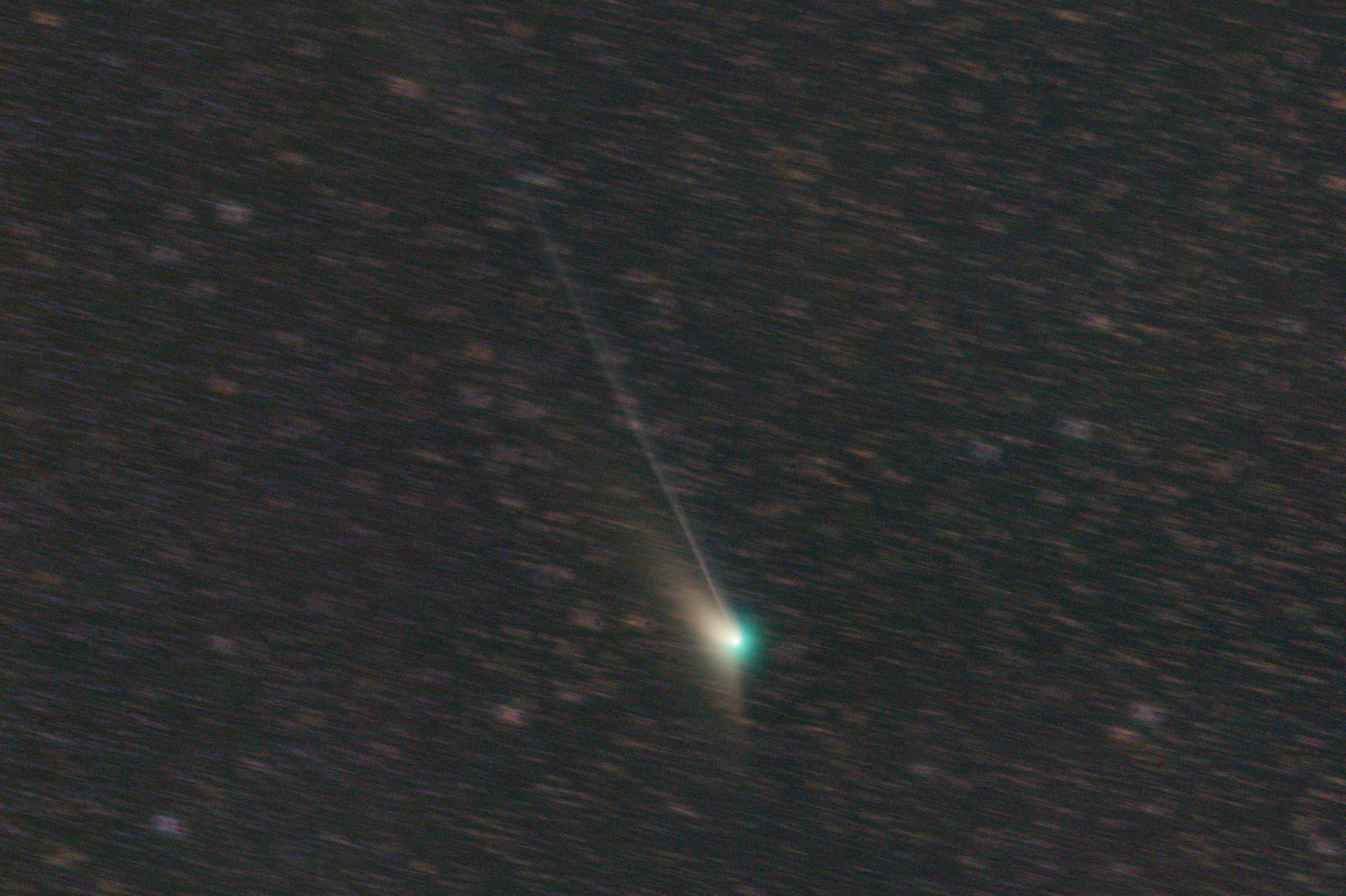
El cometa el 20 de gener de 2023, mostrant una ampla cabellera de pols i una fina d'ions
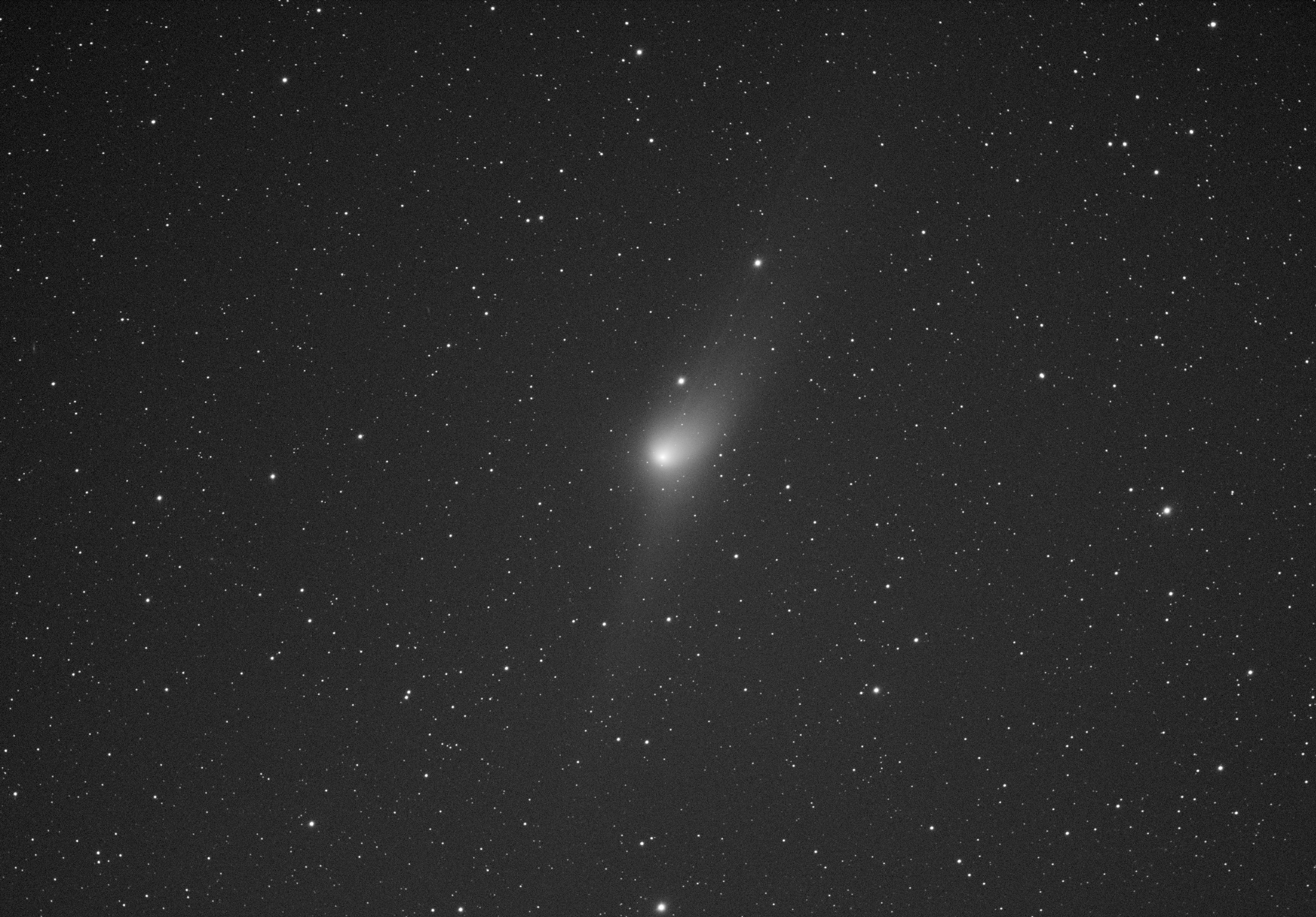
El cometa el 22 de gener de 2023, amb l'anticabellera visible
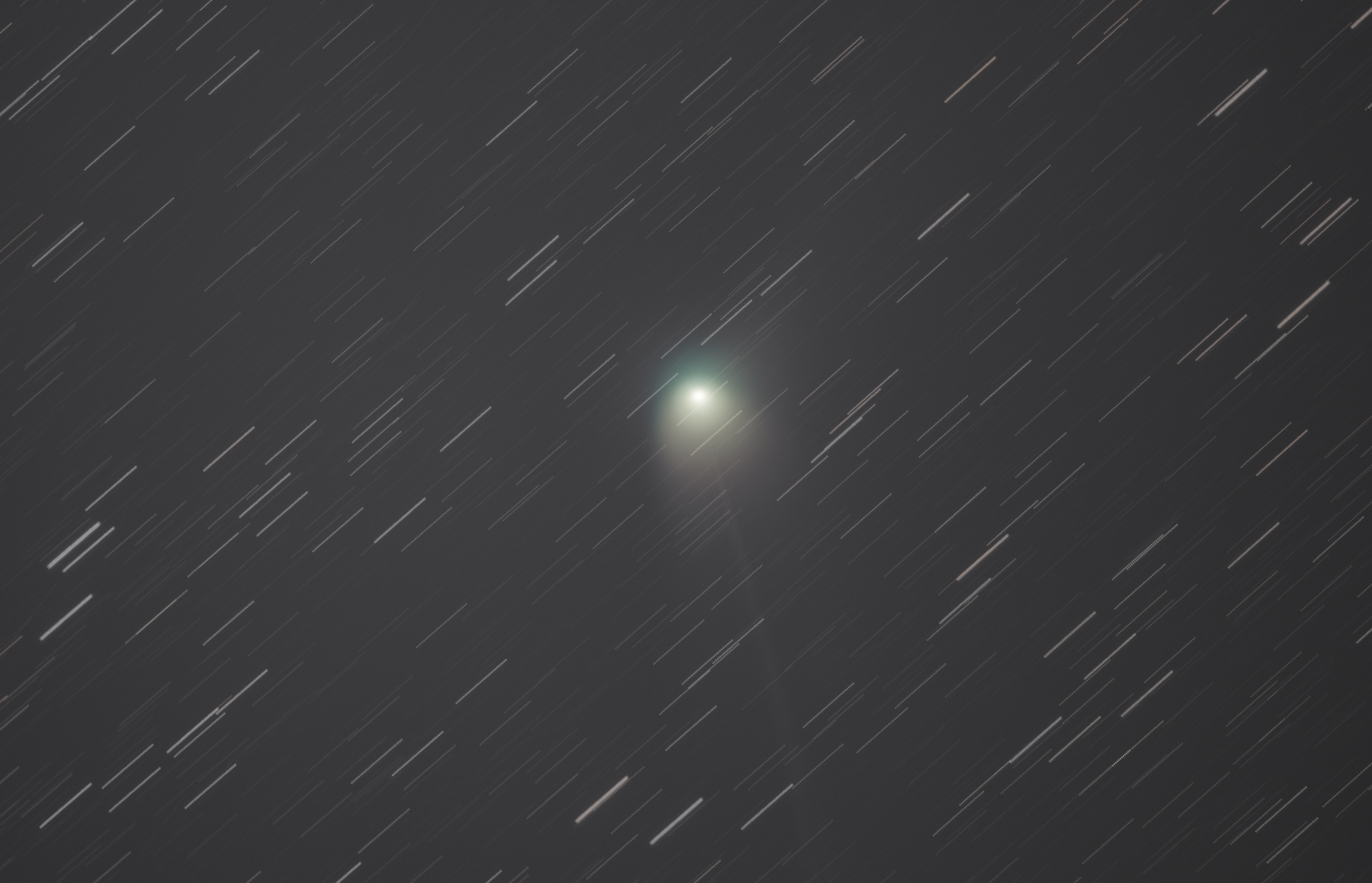
El cometa el 28 de gener de 2023, amb cabelleres d'estels a causa del seu moviment relatiu al cel